# سیارک ۲۶۲۵۰
سیارک ۲۶۲۵۰ (به انگلیسی: 26250 Shaneludwig، نامگذاری:1998QP51)۲۶۲۵۰مین سیارک کشف شده‌است که در ۱۷ اوت ۱۹۹۸ کشف شد.